# Entidade familiar
Por entidade familiar se deve entender toda e qualquer espécie de união capaz de servir de acolhedouro das emoções e das afeições dos seres humanos.
O pluralismo das entidades familiares, uma das mais importantes inovações de nossa Constituição Federal, relativa ao direito de família, encontra-se ainda cercada de perplexidades.
A expressão entidade familiar reveste-se do significado constante no artigo 226, §§3º e 4º da Constituição Federal, in verbis:
Art. 226. A família, base da sociedade, tem especial proteção do Estado.
(...)
§ 3º. Para efeito da proteção do Estado, é reconhecida a união estável entre o homem e a mulher como entidade familiar, devendo a lei facilitar sua conversão em casamento.
§ 4º. Entende-se, também, como entidade familiar a comunidade formada por qualquer dos pais e seus descendentes.
Com o artigo referido constata-se que uma entidade familiar pode ser a união estável ou a comunidade formada por qualquer dos pais e seus descendentes. Portanto, apenas pode ser reconhecida entidade familiar os cônjuges e sua prole. 

## Cônjuges ou companheiros em residências distintas
A Lei 9.278/96, que regulamentou o §3º do artigo 226 da Constituição Federal, e o Código Civil, no artigo 1.723, não exige a vida em comum no mesmo domicílio para a caracterização da união estável, mas falam em convivência, que não pressupõe necessariamente coabitação.
Isso ocorre muito em face de atividades profissionais ou acadêmicas, ou mesmo pela incompatibilidade de proles havidas de uniões anteriores, onde os cônjuges convencionam habitar em residências diferentes.